# Từ Khai Sính
Từ Khai Sính (tiếng Trung: 徐开骋, sinh ngày 8 tháng 8 năm 1990) là một nam diễn viên người Trung Quốc. Anh được biết đến với vai diễn trong các bộ web-drama Kết ái - Mối tình đầu của Thiên Tuế đại nhân (2018), Ta ở Đại Lý Tự làm thú cưng (2018) và Tại sao Boss muốn cưới tôi (2019) và gần đây là phim truyền hình Hộc Châu phu nhân (2021).

## Tiểu sử
Từ Khai Sính sinh ra ở Thượng Hải, Trung Quốc. Anh học múa từ nhỏ, và đăng ký vào Học viện Sân khấu Thượng Hải năm 2007, chuyên ngành múa ba lê. Sự xuất hiện lần đầu tiên trong chương trình tạp kỹ Nhà có nam nhi tốt của Dragon TV năm 2010.

## Sự nghiệp diễn xuất
Vào năm 2012, Từ Khai Sính đã ký hợp đồng với công ty giải trí của Minh Đạo và xuất hiện lần đầu tiên trong bộ phim truyền hình Đẳng cấp quý cô 2. Anh tiếp tục tham gia nhiều vai phụ khác nhau trong các bộ phim truyền hình.
Từ Khai Sính lần đầu tiên được công nhận với vai diễn ma cà rồng trong bộ phim truyền hình giả tưởng Không thể ôm lấy em, được phát sóng vào năm 2017.
Năm 2018, Từ Khai Sính đóng vai chính trong bộ phim tình cảm giả tưởng Kết ái - Mối tình đầu của Thiên Tuế đại nhân với vai nam chính thứ hai. Bộ phim là một thành công thương mại và anh được nhiều khán giả biết đến hơn. Cùng năm đó, anh đóng vai chính đầu tiên trong phim hài cổ trang Tôi ở Đại Lý Tự Làm thú cưng.
Năm 2019, Từ Khai Sính tham gia bộ phim truyền hình hài lãng mạn Tại sao Boss muốn cưới tôi cùng với Vương Song. Bộ phim là một dấu ấn dẫn đến sự nổi tiếng của anh.
Năm 2021,Từ Khai Sính đóng vai chính cùng với Triệu Lộ Tư trong bộ phim cổ trang Quốc Tử Giám có một nữ đệ tử.

## Danh sách phim

### Phim truyền hình
| Năm            | Tựa đề                                         | Tựa đề tiếng Trung  | Vai diễn               | Bạn diễn                       | Ghi chú   |
| -------------- | ---------------------------------------------- | ------------------- | ---------------------- | ------------------------------ | --------- |
| 2013           | Đẳng cấp quý cô 2                              | 胜女的代价2         | Đoàn Khải              | Trương Hàn, Trần Kiều Ân       | Vai phụ   |
| 2014           | Nếu như anh yêu em                             | 如果我爱你          | Lưu Khai               | Minh Đạo, Lý Thấm              | Vai phụ   |
| 2015           | Nghịch quang chi luyến                         | 逆光之恋            | Trịnh Dương            | Mễ Nhiệt, Địch Lệ Nhiệt Ba     | cameo     |
| 2015           | Giáo hoa công lược                             | 校花攻略            | Triệu Mặc              | Châu Vận Như, Tống Hải Giáp    | Vai phụ   |
| 2015           | Cao thủ cận vệ của hoa khôi                    | 校花的贴身高手      | Tư Đồ Quýnh            | Lý Tông Lâm, Tào Hi Nguyệt     | Vai phụ   |
| 2015           | Cô nàng cá tính / Minh Nhược Hiểu Khê          | 明若晓溪            | Đông Hạo Nam           | Tăng Bái Từ, Lâm Tử Hoành      | Vai phụ   |
| 2016           | Lời nói dối của người tình                     | 爱人的谎言          | Đồng Tiểu Thu          | Giả Thanh, Trương Hiểu Long    | Vai phụ   |
| 2016           | Thợ săn thần tượng                             | 偶像猎手            | An Phong / An Lâm      | Y Nghiên Đình                  | Vai chính |
| 2017           | Ông trùm đá quý                                | 一粒红尘            | Uông Khả               | Ngô Kỳ Long, Dĩnh Nhi          | Vai phụ   |
| 2017           | Quán ăn đêm                                    | 深夜食堂            | Thái Chí Dũng          | Hoàng Lỗi, Lý Giai Đồng        | Vai phụ   |
| 2017           | Không thể ôm lấy em                            | 无法拥抱的你        | Thôi Tuấn Hách         | Hình Chiêu Lâm, Trương Dư Hi   | Vai phụ   |
| 2018           | Không thể ôm lấy em 2                          | 无法拥抱的你2       | Thôi Tuấn Hách         | Hình Chiêu Lâm, Trương Dư Hi   | Vai phụ   |
| 2018           | Kết ái - Mối tình đầu của Thiên Tuế đại nhân   | 结爱·千岁大人的初恋 | Đào Gia Lân            | Tống Thiến, Hoàng Cảnh Du      | Vai phụ   |
| 2018           | Quy khứ lai                                    | 归去来              | Oai Liêm               | Đường Yên, La Tấn              | Vai phụ   |
| 2018           | Cô giáo xinh đẹp của tôi 2                     | 我的美女老师2       | Tần Triều              | Dương Tử Trinh                 | Vai chính |
| 2018           | Ta ở Đại Lý Tự làm thú cưng                    | 我在大理寺当宠物    | Thanh Mặc Nhan         | Hồ Ý Hoàn                      | Vai chính |
| 2019           | Tại sao Boss muốn cưới tôi                     | 奈何BOSS要娶我      | Lăng Di Châu           | Vương Song                     | Vai chính |
| 2019           | Nữ hoàng Hot Search                            | 热搜女王            | Bách Lý Lam            | Cù Dĩnh, Dennis Oh             | Cameo     |
| 2019           | Làm ơn đi sư huynh / Lưỡi kiếm kiên cường nhất | 拜托啦师兄          | Âu Dương               | Vương Gia Dao                  | Vai chính |
| 2020           | Tại sao Boss muốn cưới tôi 2                   | 奈何BOSS要娶我2     | Lăng Di Châu           | Vương Song                     | Vai chính |
| 2020           | Thả Thính Phượng Minh                          | 且听凤鸣            | Quân Lâm Uyên          | Dương Siêu Việt                | Vai chính |
| 2021           | Người bạn xinh đẹp của tôi                     | 我的漂亮朋友        | Hình Thiên Minh        | Trương Thiên Ái                | Vai chính |
| 2021           | Kế hoạch nguồn nhịp tim                        | 心跳源计划          | Tần Bân                | Tống Thiến, La Vân Hi          | vai phụ   |
| 2021           | Quốc Tử Giám có một nữ đệ tử                   | 国子监来了个女弟子  | Yến Vân Chi            | Triệu Lộ Tư                    | vai chính |
| 2021           | Hộc Châu phu nhân                              | 斛珠夫人            | Đế Húc / Trữ Trọng Húc | Dương Mịch, Trần Vỹ Đình       | vai chính |
| 2022           | Cảnh sát vinh dự                               | 警察荣誉            | Dương Thụ              | Bạch Lộc, Trương Nhược Quân    | vai phụ   |
| chưa phát sóng | Nguyệt Chiêu Ký                                | 月昭记              | An Cảnh Chiêu          | Hình Phi                       | vai chính |
| chưa phát sóng | Soi sáng em                                    | 电视剧照亮你        | Phương Chuẩn           | Trần Vỹ Đình, Chương Nhược Nam | vai phụ   |
| chưa phát sóng | Quyến Luyến Hồng Trần                          | 恋恋红尘            | Tô Thanh Triệt         | Cổ Lực Na Trát                 | vai chính |

### Phim điện ảnh
| Năm  | Tựa đề                    | Tựa đề tiếng Trung | Vai diễn     | Ghi chú   |
| ---- | ------------------------- | ------------------ | ------------ | --------- |
| 2016 | Cục đặc công bóng đêm     | 暗影特工局         | Đổng An Bình | Vai chính |
| 2020 | Âm Dương Sư: Tình Nhã tập | 晴雅集             | Cuồng họa sư | vai phụ   |
| 2022 | Vua bầu trời              | 长空之王           | Mã Trạch     | vai phụ   |

## Âm nhạc
| Thời gian phát hành | Tựa đề             | Tựa đề tiếng Trung | Ghi chú                                                              |
| ------------------- | ------------------ | ------------------ | -------------------------------------------------------------------- |
| 25 tháng 9 năm 2018 | Cá trong lòng ngực | 怀里的鱼           | Bài hát chủ đề của bộ phim truyền hình "Ta ở Đại Lý Tự làm thú cưng" |

## Chương trình tạp kỹ
| Năm  | Kênh           | Tên chương trình               | Tựa đề tiếng Trung |
| ---- | -------------- | ------------------------------ | ------------------ |
| 2010 | Dragon TV      | Nhà có nam nhi tốt             | 家有好男儿         |
| 2014 | An Huy TV      | Siêu Cấp Tiên Sinh (Super Mr.) | 超级先生           |
| 2014 | Thâm Quyến TV  | Phi thường Tĩnh cự ly          | 非常静距离         |
| 2014 | Chiết Giang TV | Đây là cuộc sống               | 这就是生活         |
| 2015 | Hồ Nam TV      | Tôi là Đại mỹ nhân             | 我是大美人         |
| 2015 | Hồ Nam TV      | Chúng ta đều thích cười        | 我们都爱笑         |
| 2020 | Hồ Nam TV      | Thanh Lấm Kỳ Cảnh              | 声临其境第三季     |
| 2020 | Hồ Nam TV      | Happy Camp                     | 快乐大本营         |

## Giải thưởng
| Năm  | Lễ trao giải                             | Giải thưởng                                           | Kết quả   | Tham khảo |
| ---- | ---------------------------------------- | ----------------------------------------------------- | --------- | --------- |
| 2019 | Lễ trao giải Phoenix Fashion Choice 2019 | Người tiên phong về thời trang được ưa chuộng của năm | Đoạt giải | [ 11 ]    |